# Noaillan
Noaillan (okzitanisch: Noalhan) ist eine französische Gemeinde mit 1.698 Einwohnern (Stand: 1. Januar 2022) im Département Gironde in der Region Nouvelle-Aquitaine; sie gehört zum Arrondissement Langon und zum Kanton Le Sud-Gironde. Die Einwohner werden Noaillannais genannt.

## Geografie
Noaillan liegt etwa 50 Kilometer südsüdöstlich von Bordeaux. Umgeben wird Noaillan von den Nachbargemeinden Léogeats im Norden, Roaillan im Nordosten, Le Nizan im Osten, Uzeste im Süden und Südosten, Villandraut im Süden sowie Balizac im Westen.

## Bevölkerungsentwicklung
| Jahr                       | 1962 | 1968 | 1975 | 1982 | 1990 | 1999 | 2006 | 2018 |
| Einwohner                  | 861  | 779  | 772  | 762  | 858  | 1015 | 1350 | 1682 |
| Quellen: Cassini und INSEE |      |      |      |      |      |      |      |      |

## Sehenswürdigkeiten
- Kirche Saint-Vincent aus dem 11./12. Jahrhundert, Monument historique seit 1925/2014
- Burg Noaillan aus dem 13./14. Jahrhundert, seit 2004 Monument historique

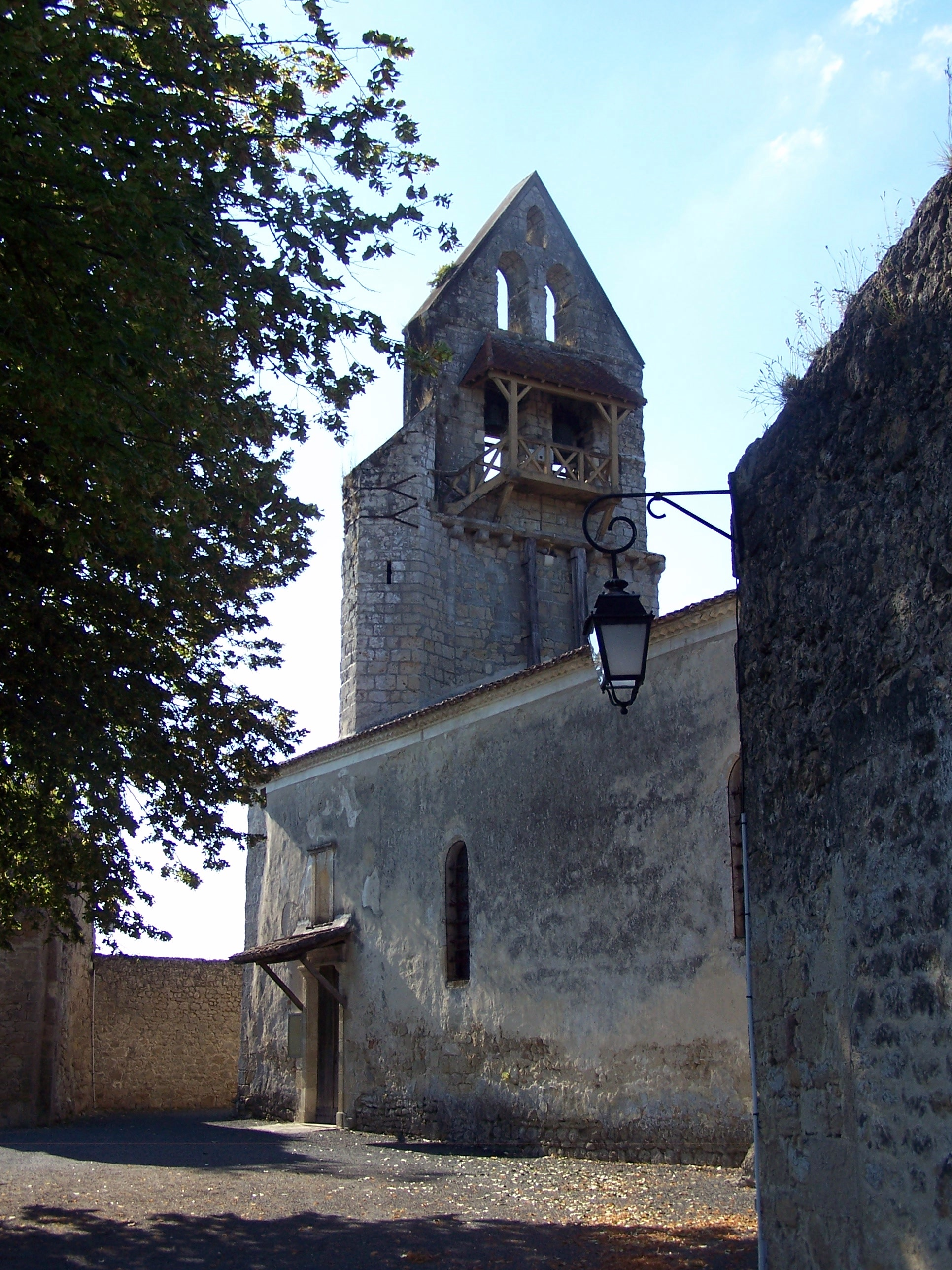
Kirche Saint-Vincent
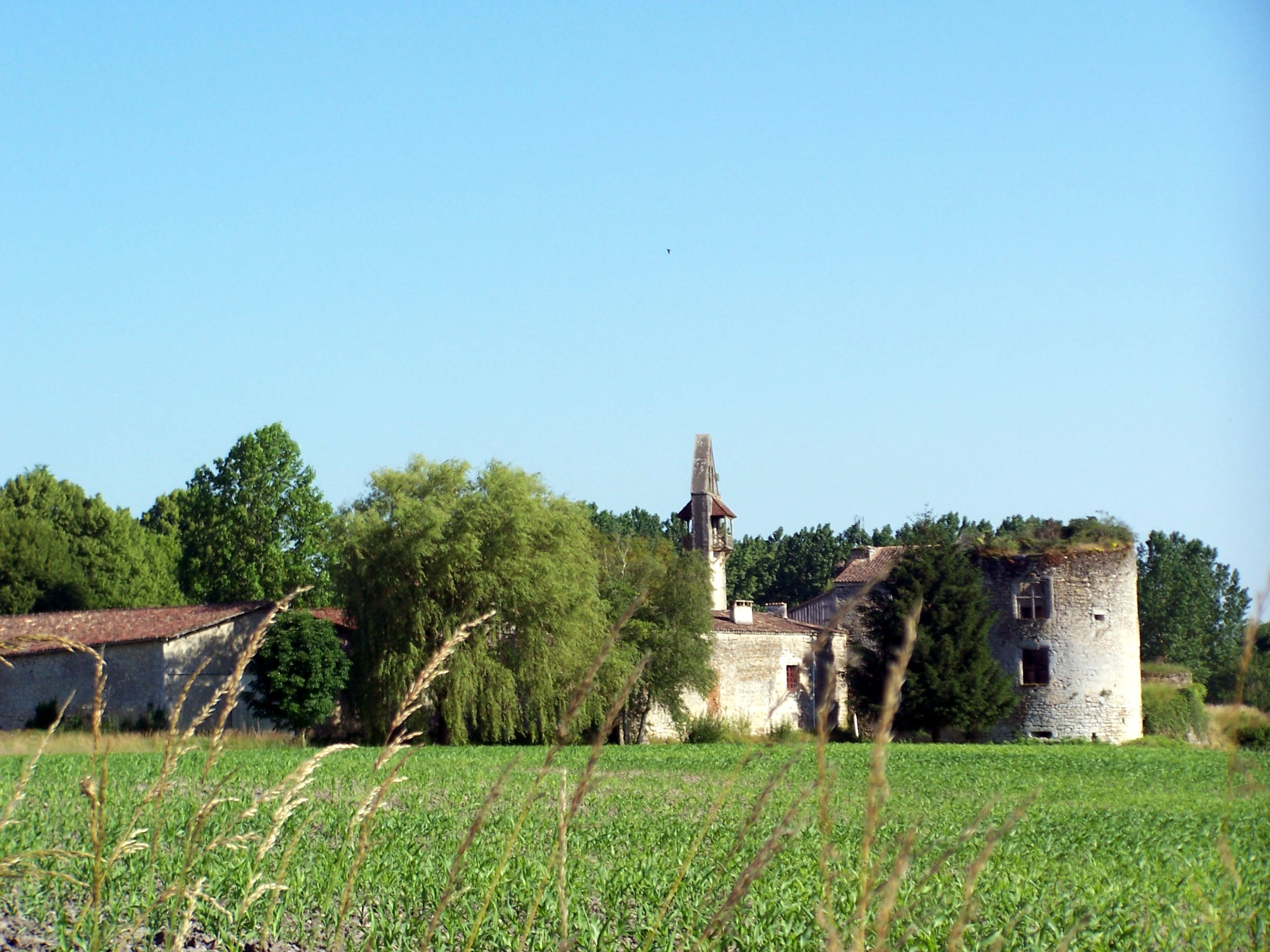
Burg Noaillan